# William Russell Houck
William Russell Houck (* 26. Juni 1926 in Mobile, Alabama; † 9. März 2016 in Jackson, Mississippi) war ein US-amerikanischer Geistlicher und römisch-katholischer Bischof von Jackson.

## Leben
William Russell Houck empfing am 19. Mai 1951 die Priesterweihe für das Bistum Mobile.
Papst Johannes Paul II. ernannte ihn am 28. März 1979 zum Weihbischof in Jackson und Titularbischof von Alexanum. Der Papst persönlich spendete ihm am 27. Mai desselben Jahres die Bischofsweihe; Mitkonsekratoren waren Eduardo Martínez Somalo, Substitut des Staatssekretariates, und Duraisamy Simon Lourdusamy, Sekretär der Kongregation für die Evangelisierung der Völker.
Am 11. April 1984 wurde er zum Bischof von Jackson ernannt und am 5. Juni desselben Jahres ins Amt eingeführt. Am 30. April 2003 nahm Johannes Paul II. sein altersbedingtes Rücktrittsgesuch an.